# Oxygonitis
Oxygonitis là một chi bướm đêm thuộc họ Erebidae.

## Loài
- Oxygonitis sericeata Hampson, 1893